# Радянська місячна програма
Радянська програма місячних пілотованих польотів — кілька проєктів, що мали за мету пілотований обліт Місяця і висадку на нього. Була важливим елементом радянської космічної програми і тривалий час була титульним проєктом за своїм значенням і пріоритетністю.
Через суперництво між різними конструкторськими бюро проєкти аналогічного призначення одночасно і паралельно розроблялися у двох, а часом і в трьох із них. Різні варіанти місячного корабля розроблялися в КБ Корольова та Челомея, а надпотужний носій для польоту на Місяць — в КБ Корольова, Челомея та Янгеля. Такий стан справ виник внаслідок поганої координації місячної програми і призводив до зовсім непотрібного розпорошення сил і засобів. Це була одна з причин нездійснення пілотованих польотів до Місяця і на Місяць в СРСР.

## Історичні витоки
Керівник СРСР Микита Хрущов отримав від президента США Кеннеді пропозицію щодо розробки спільної програми висадки на Місяць (а також запуску досконаліших метеорологічних супутників), але, підозрюючи спробу вивідати секрети радянських ракетних і космічних технологій, він відмовився. Для підтримки першості в освоєнні космосу радянський уряд спочатку видав конструкторському бюро Корольова дозвіл і ресурси на продовження модифікації кораблів типу «Восток» і «Восход» і лише попередню підготовку місячних пілотованих проєктів, зокрема обльоту Місяця зібраним на орбіті комплексом 7К-9К-11К раннього проєкту корабля «Союз».
Через кілька років, зі значним відставанням від США, 3 серпня 1964 року Постановою уряду затвердили місячну пілотовану програму СРСР і розгорнулися реальні масштабні роботи за двома паралельними пілотованими програмами: обльоту Місяця («Протон» — «Зонд/Л1)» до 1967 року і посадки на неї (Н-1-Л3) до 1968 року з початком льотно-конструкторських випробувань 1966 року.
Постанова містила повний перелік усіх учасників розробки систем для Л1 і Л3. Проте рішення про детальний розподіл робіт дебатувалися та розписувалися особистими рішеннями і протоколами ще три роки.
У 1960—1964 роках в ОКБ-1 під керівництвом Корольова запланували і розробили майбутню радянську місячну програму.
Вона складалася з п'яти етапів.
- Л1 — пілотований обліт Місяця.
- Л2 — автоматична місячна мобільна станція «Місяцехід».
- Л3 — висадка на поверхню Місяця.
- Л4 — довгострокове дослідження Місяця з орбіти штучного супутника Місяця пілотованим кораблем;
- Л5 — пілотована місячна мобільна станція.

Важливим пунктом постанови від 3 серпня 1964 року були нові строки. Для початку ЛКВ залишили 1966 рік, а для експедиції на Місяць з'явився новий термін — 1967–1968 роки.
Десяткам урядових чиновників необхідно було усвідомити виробничо-технічну масштабність всієї місячної програми, визначити повні обсяги капітального будівництва та зробити попередні розрахунки загальних необхідних витрат.
Економіка тих років не давала особливо точних розрахунків. Тим не менш досвідчені економісти Держплану, з якими Корольов зазвичай консультувався, попередили, що справжні цифри необхідних витрат через Мінфін і Держплан не пройдуть. Не кажучи вже про витрати на ракетно-ядерний щит, необхідно було знаходити кошти на нові пропозиції за важкими ракетами Челомея та Янгеля.
Розрахунки, які подавалися в ЦК і Радмін, занижувались. Чиновники Держкомітету з оборонної техніки, Радміну і Держплану дали зрозуміти, що в документах не слід лякати Політбюро багатьма мільярдами. У проєктному кошторисі не мало бути ніяких зайвих витрат. Челомей і Янгель почали доводити, що їхні проєкти набагато дешевші. Досвідчений в політиці Держплану Пашков радив: «розгортаєте виробництво з розрахунку не менше чотирьох носіїв за рік, втягуйте у роботу всіх, хто тільки потрібен, але за єдиним графіком. А там випустимо ще не одну постанову. Навряд чи хто-небудь зважиться закрити роботу таких масштабів. Будуть успіхи — гроші знайдемо! Залучайте, не відкладаючи, якомога більше підприємств».
Щоб розібратися в проєктних протиріччях Корольова, Челомея та Янгеля, Устинов доручив НДІ-88 об'єктивно порівняльно оцінити можливості освоєння Місяця варіантами носіїв Н-1 (11А52), УР-500 (8К82) і Р-56 (8К68). За розрахунками Мозжоріна і його співробітників для безумовного забезпечення пріоритету над США слід за допомогою трьох H-1 зібрати на орбіті Землі ракетний комплекс масою 200 тонн. Для цього знадобляться три ракети Н-1 або двадцять ракет УР-500. У цьому випадку забезпечувалась посадка на Місяць корабля масою 21 тонна і повернення до Землі корабля масою 5 тонн. Всі економічні розрахунки були на користь Н-1. Таким чином, Н-1 став головним перспективним носієм для реалізації Радянської місячної програми і, як виявилося пізніше, головною причиною її невдачі.

## План реалізації
Здійснення пілотованої програми планувалось розробниками у два етапи.
Перший — створення ракетно-космічного комплексу у складі ракети-носія УР-500К (основа — МБР із вантажопідйомністю до 20 т) і автоматичного місячного корабля Л-1 (система УР-500К-Л1).
Другий — створення ракети-носія Н-1 (також створюваного на базі однойменної велетенської МБР з вантажопідйомністю до 50 т) з місячним пілотованим орбітальним кораблем Л3 та посадковим модулем.
Вперше визначили основних головних конструкторів та організації, відповідальні за носій Н-1 і за весь комплекс Н1-Л3. Під індексом Л3 розуміли ту частину комплексу, яка була потрібна тільки для польоту до Місяця.

### Головні організації
Головними розробниками частин, що складали комплекс Л3, визначили:
- ОКБ-1 — головна організація з розробки системи загалом і блоків «Г» і «Д», двигунів для блоку «Д», місячного орбітального і місячного посадкового кораблів;
- ОКБ-276 (Н. Д. Кузнєцов) — з розробки двигуна блоку «Г»;
- ОКБ-586 (М. К. Янгель) — з розробки ракетного блоку «Е» місячного корабля і двигуна для цього блоку;
- ОКБ-2 (AM Ісаєв) — з розробки рухової установки (баки, пневмогідравлічні системи і двигун) блоку «І» місячного орбітального корабля;
- НДІ-944 (В. І. Кузнєцов) — з розробки системи управління місячного комплексу;
- НІІАП (Н. А. Пілюгін) — з розробки системи управління рухом місячного посадкового і місячного орбітального кораблів;
- ОКБ-885 (М. С. Рязанський) — з радіовимірювального комплексу;
- «Спецмаш» (В. П. Бармін) — з комплексу наземного обладнання системи Л3;
- ОКБ МЕІ (А. Ф. Богомолов) — з розробки системи взаємних вимірювань для зближення кораблів на орбіті Місяця.

Проєктування кораблів Л1 і Л3 й ракетних блоків Н-1, а також розробка схем експедицій до Місяця і на Місяць почалися ще до прийняття програми — 1963 року. За два наступні роки виготовили робочі креслення ракети Н-1 і з'явилися перші ескізні проєкти місячних кораблів.

## Реалізація програми
Реалізація програми згідно з постановою від 3 серпня 1964 року здійснювалась на кшталт американської. Спочатку здійснювались спроби досягнути поверхні Місяця автоматичними міжпланетними станціями.
З їхньою допомогою планувалося здійснити кілька важливих прикладних завдань:
- краще зрозуміти фізичні властивості місячної поверхні;
- дослідити радіаційну обстановку в ближньому космічному просторі;
- відпрацювати технології створення засобів доставки;
- продемонструвати високий рівень радянської науки і техніки.

Щоправда, на відміну від американців, частина робіт, особливо тих, що стосувалися пілотованого аспекту програми, була засекречена. Результати дослідів та експериментів проведених за допомогою АМС також розкривалися у пресі вкрай скупо.
Крім того, внаслідок недосконалості техніки, знадобилось резервувати окремі системи. Оскільки пілотована висадка на поверхню Місяця була питанням престижу слід було вжити максимум заходів для недопущення жертв у випадку нештатних ситуацій.
Для дослідження місячної поверхні, а також детального картографування ймовірних майданчиків посадки радянських місячних кораблів, і для більшої зручності створювалися місяцеходи. Вони мали транспортувати радянського космонавта до резервного місячного корабля у випадку, якщо зліт на штатному кораблі не відбувався через технічну несправність.

### Місячний загін космонавтів
Місячну групу радянського загону цивільних космонавтів при ЦКБЕМ у Центрі підготовки космонавтів фактично створили 1963 року. Тоді ж, до накладення на радянську місячну програму режиму строгої секретності, про групу і про те, що спочатку її головою був Гагарін, говорила перед іноземними журналістами Терешкова під час візиту на Кубу. 1965 року групу оформили документально (як відділ підготовки космонавтів командирів і дослідників за місячною програмою), у травні 1966 року — затвердили Військово-промисловою комісією, в лютому 1967 року — сформували остаточно.
Екіпажами були Леонов-Макаров, Биковський-Рукавишников, Попович-Севастьянов, а також у групі були Волошин, Добровольський, Климук (командири), Артюхін, Воронов, Гречко, Єршов, Миколаїв, Хрунов, Горбатко, Волинов, Шонін, Куклін, Філіпченко, Феоктистов, Кубасов, Волков і резервні за посадковою програмою Л3 цивільні космонавти ЦКБЕМ Анохін, Долгополов, Бугров, Нікітський, Пацаєв, Яздовський. Офіційно створену групу (відділ) очолював Биковський.
Група довго і ретельно (аж до повної готовності до 1968 року) працювала за місячно-облітною програмою, а до і деякий час після її закриття — також і за місячно-посадковою програмою. Для підготовки астронавігації за зірками південної півкулі група відряджалась до Сомалі. Для відпрацювання висадки на Місяць космонавти використовували тренажери і вертольоти.
За попередніми призначеннями, екіпаж Биковський-Рукавишников мав зробити перший обліт Місяця, а Леонову належало стати першим космонавтом СРСР (а при вдалому збігу обставин — і світу) на Місяці.
Згідно з опублікованими джерелами, ключові члени групи були присутні й інспектували кораблі при запусках «Зонда-4» і наступних кораблів Л1 (зокрема, перебуваючи на Байконурі, чекали дозволу на політ на «Зонді-7» 8 грудня 1968 року), а також Л1С на другому запуску ракети-носія Н-1. Попович і Севастьянов та інші здійснювали радіопереговори з центром керування через кораблі «Зонд» під час їхніх польотів.
У зв'язку з програшем СРСР обох етапів «місячних перегонів», підготовка космонавтів за місячно-облітною програмою припинилась у березні 1969 року, за місячно-посадковою — в листопаді 1969 року.

### Пілотований обліт Місяця (проєкт Л1)
26 серпня 1965 у голови ВПК Л. В. Смирнова відбулась нарада з розглядом питань: «Про стан робіт з дослідження космічного простору, Місяця і планет». За результатами розгляду відзначили, що робота з реалізації, найперше, місячних програм, а також за системами зв'язку, досліджень Венери і Марса виконується незадовільно, тому виникає серйозна загроза втрати пріоритету Радянського Союзу в галузі освоєння космосу. ДКБ-52 не розроблено і не представлено плани-графіки щодо створення комплексу для обльоту Місяця, не розглянута і не затверджена схема польоту корабля при обльоті, відзначена слабка робота головних організацій ОКБ-1, ОКБ-52 і науково-технічної ради Мінзагмашу.
Було наказано вважати центральним завданням 1965-1967 років здійснення підготовки і подальшого обльоту Місяця пілотованим кораблем. Мінзагмашу доручили:
- у тижневий термін подати графік виготовлення та відпрацювання ракети УР-500;
- спільно з керівниками ОКБ-1 і ОКБ-52 С. П. Корольовим і В. М. Челомеєм у двотижневий термін розглянути і вирішити питання про можливість уніфікації розроблюваних пілотованих кораблів для обльоту Місяця і висадки експедиції на її поверхню;
- у місячний термін надати програму льотно-конструкторських випробувань ракети УР-500 і пілотованого корабля.

Тим не менш і ВПК, і Мінзагмаш визнали доцільним продовжити роботи з розгляду використання комплексу «Союз» (7К, 9К, 11К) як другий варіант для обльоту Місяця, а також доручено ОКБ-1 і ОКБ-52 пропрацювати всі питання застосування ракети-носія УР-500К у програмі комплексу «Союз».
На виконання наказу Міністерства та виданих доручень протягом вересня-жовтня 1965 року всебічно оцінили стан розробок в ОКБ-52 і ОКБ-1 з реалізації завдання обльоту Місяця з залученням фахівців НДІ-88 (нині ЦНДІМАШ), Науково-технічної ради Міністерства, керівників Міністерства, представників уряду і ЦК КПРС. У ході розгляду виявилося, що ОКБ-52 не в змозі вирішити у встановлені терміни всі питання, пов'язані зі створенням та відпрацюванням ракети УР-500, розгінного ракетного блоку і корабля для обльоту Місяця. В ОКБ-1 розробка пілотованого корабля типу 7К та розгінного блоку Д для комплексу Н1-Л3 була більш успішною. Це створювало основу для переорієнтації з ОКБ-52 на ОКБ-1 робіт по кораблю і розгінному блоку Д для обльоту Місяця з вирішенням зокрема завдань програми місячної експедиції, здійснюваної комплексом Н1-Л3.
У США, на відміну від СРСР, не ставили обльоти Місяця самостійною метою і виконували їх лише як випробувальні польоти при підготовці висадки на Місяць. В СРСР існувало кілька проєктів саме для обльоту Місяця. Проєкти передбачали одноразовий проліт над зворотним боком Місяця, поле тяжіння якого мало змінити траєкторію корабля і направити його назад до Землі. Переходу на навколомісячну орбіту і сходу з неї не планувалося. Це дозволяло значно знизити масу місячного корабля, бо при такому польоті потрібен лише невеликий запас палива для корекцій траєкторії. Зважаючи на це, для запуску корабля не був потрібен надпотужний носій і можна було використовувати вже наявний у середині 60-х років носій УР-500 («Протон»).
Такі проєкти були головним чином престижними, оскільки за час прольоту над зворотним боком Місяця на відстані близько 2000 км навряд чи можна було отримати будь-які істотні наукові результати. Внаслідок відставання від американців від проєкту відмовилися, щоб не розпилювати ресурси на програму яка частково дублювала програму, успіх якої став особливо актуальним. Роботи продовжились за темою Н1-Л3.

### Космічний корабель «Союз-7К-Л1»
Найбільш проробленим був проєкт КБ Корольова Л1, за яким виконали кілька безпілотних випробувальних польотів. За цим проєктом два космонавти мали облетіти Місяць у спеціально розробленому тільки для цього кораблі «Союз-7К-Л1» («місячний-перший»). Цей корабель був дуже схожим з призначеним для польотів навколоземною орбітою кораблем «Союз-7К-ОК» («орбітальний корабель»), відомим загалу просто як «Союз». Головні відмінності корабля «Союз-7К-Л1» від «Союз-7К-ОК» — відсутність орбітального відсіку і посилений теплозахист спускового апарата для входу в атмосферу з другою космічною швидкістю. Для запуску корабля використовувалась РН «Протон».
Цікавою особливістю проєкту був спосіб входу в атмосферу при поверненні на Землю. Планувався вхід в атмосферу над південною півкулею Землі, при цьому за рахунок аеродинамічних сил спусковий апарат знову піднімався у космос, а його швидкість зменшувалася з другої космічної до суборбітальної. Повторний вхід в атмосферу відбувався над територією Радянського Союзу.
Кораблі «Союз-7К-Л1» здійснили п'ять безпілотних випробувальних польотів під назвами «Зонд-4 — Зонд-8». При цьому кораблі «Зонд-5 — Зонд-8» облетіли Місяць. Ще чотири кораблі не вдалося вивести у космос внаслідок аварій ракети-носія «Протон» на етапі виведення. (Запускались також прототипи корабля «Союз-7К-Л1», а також кілька його випробувальних модифікацій, не пов'язаних з програмою пілотованого обльоту Місяця.)
У трьох польотах «Зонду» з п'яти відбувались події, внаслідок яких члени екіпажу могли би загинути або отримати каліцтва, якби ці польоти були пілотованими. При польотах кораблів «Зонд-4» і «Зонд-5» через відмови системи управління вхід в атмосферу відбувався за нерозрахунковою траєкторією з двадцятикратним перевантаженням, а при польоті «Зонда-6» розгерметизувалась кабіна.
На кораблі «Зонд-5» перебували черепахи. Вони стали першими живими істотами в історії, які повернулися на Землю після обльоту Місяця — за три місяці до польоту «Аполлона-8».
Останній політ корабля «Союз-7К-Л1» (під назвою «Зонд-8») відбувся у жовтні 1970 року. Після цього програму Л1 зупинили, оскільки безпосадковий обліт радянськими космонавтами Місяця після другої висадки американців на поверхню не мав сенсу.

### Висадка на Місяць (Н1-Л3)
У СРСР існувало кілька різноманітних проєктів висадки на Місяць: кілька запусків та збирання місячного корабля з відсіків на навколоземній орбіті, прямий політ на Місяць (без розстикування на навколомісячній орбіті) тощо. До стадії випробувальних запусків довели лише проєкт КБ Корольова Н1-Л3.
Проєкт Н-1-Л3 базово повторював американський проєкт «Аполлон». У ньому також передбачалось виведення одним запуском на проміжну орбіту, а потім на траєкторію польоту до Місяця зв'язки з двох кораблів, один з яких мав залишитись на навколомісячній орбіті, а інший — здійснити посадку на Місяць. Далі місячний корабель мав злетіти з Місяця і зістикуватися з орбітальним кораблем, після чого орбітальний корабель перейшов би на траєкторію польоту до Землі. Навіть компоновка системи на етапі виведення була подібна до американської: місячний корабель перебував у перехіднику нижче основного корабля, як і місячний модуль «Аполлон».
Основними частинами ракетно-космічної системи для висадки на Місяць за проєктом Н1-Л3 були місячний орбітальний корабель «Союз-7К-ЛОК», місячний корабель ЛК і потужна ракета-носій Н-1.

Схема польоту та посадки

Місячний орбітальний корабель складався з спускового апарата, побутового відсіку, на якому розташовувався спеціальний відсік з двигунами орієнтації та причалювання і агрегатом системи стикування, приладно-агрегатного та енергетичного відсіків, у яких розміщувалися ракетний блок «І» та агрегати системи енергоживлення на киснево-водневих паливних елементах. Побутовий відсік одночасно був шлюзовою камерою при переході космонавта у місячний корабель через відкритий космос (після одягання місячного скафандра «Кречет»).
Екіпаж корабля «7К» складався з двох осіб. Один з них мав перейти через відкритий космос у місячний корабель і зробити посадку на Місяць, а другий — чекати повернення свого товариша на навколомісячній орбіті.
Корабель «Союз-7К-ЛОК» встановили для льотних випробувань на ракету-носій Н-1 у четвертому (і останньому) її запуску, але через аварію носія так і не вийшов на орбіту.
Місячний корабель складався з герметичної кабіни космонавта, відсіку з двигунами орієнтації з пасивним агрегатом стикування, приладового відсіку, місячного посадкового агрегату (ЛПА) та ракетного блоку Є. Електроживлення ЛК здійснювалося хімічними акумуляторами, що встановлюються зовні на рамі ЛНА і в приладовому відсіку. Система управління будувалася на базі БЦОМ і мала ручну систему управління, що дозволяло космонавтові самостійно обирати місце посадки візуально через спеціальний ілюмінатор. Місячний посадковий пристрій мав чотири опори оригінальної конструкції зі стільниковими поглиначами залишкової вертикальної швидкості посадки.
Місячний корабель тричі успішно випробовувався на навколоземній орбіті у безпілотному режимі під назвами «Космос-379», «Космос-398» і «Космос-434».
Для польоту на Місяць був потрібен надпотужний носій. Таким носієм у проєкті Н1-Л3 була ракета Н-1. Через відсутність в СРСР потужних ракетних двигунів на її першому ступені встановили 30 (!) двигунів.
У США при розробці потужних носіїв серії «Сатурн» виконали значний обсяг наземних випробувань їхніх окремих вузлів і агрегатів. Це дозволило американцям безаварійно здійснити усі випробувальні та пілотовані запуски ракети «Сатурн V». Ракету Н-1 доводили тим же способом, що й попередні менш потужні носії: усунення причин несправностей, що виявляються при випробувальних запусках. Однак для конструкції таких розмірів і складності цей шлях виявився занадто довгим і дорогим. Усього здійснили чотири запуски ракети Н-1, які завершилися аваріями ще до закінчення роботи першого ступеня. Справжньою катастрофою став другий пуск Н-1: ракета одразу ж після відриву від землі загорілася і впала на стартовий комплекс, практично повністю його знищивши.
Ракету Н-1 спроєктували раніше, ніж місячні кораблі. Коли почалось проєктування місячних кораблів — орбітального і посадкового, — їхні розробники зіткнулися з обмеженою вантажопідйомністю носія. Внаслідок цього проєкт Н1-Л3 дуже поступався американському проєкту «Аполлон»: радянський місячний корабель був значно меншим і легшим ніж американський, у ньому перебував лише один космонавт, а набір фото-і кіноапаратури і комплект наукових інструментів був надзвичайно малим. Переходити з орбітального корабля в місячний і назад його пілот мав через відкритий космос, оскільки місячний і орбітальний кораблі мали спрощені стикувальні пристрої без перехідного люка.
Останній пуск ракети Н-1 відбувся 23 листопада 1972 року — менш ніж за місяць до останнього польоту на Місяць за програмою «Аполлон». Після цього вирішили, що перспектива побувати на Місяці через тривалий період після закінчення американцями своєї місячної програми, не виправдає витрачених на це сил і засобів. У травні 1974 року подальші роботи з носієм Н-1 — а разом з ними і всю програму Н1-Л3, — остаточно закрили.

## Результати програми
Провал радянської місячної програми найбільше позначився на кар'єрі В. П. Мішина, якого 22 травня 1974 року звільнили з посади Головного конструктора ЦКБЕМ. Того ж дня підписали урядову постанову про перетворення ЦКБЕМ в НВО «Енергія» та про призначення В. П. Глушка його керівником і головним конструктором. Найперше, що зробив Глушко на новій посаді, — закрив місячну програму за участю ненависної йому ракети Н-1, видавши при цьому наказ про її повне знищення.
У жовтні 1974 року він подав до уряду план роботи НВО «Енергія» і розвитку радянської космічної галузі загалом на найближчі роки. У цьому документі Глушко виклав власний план освоєння Місяця і створення на ньому поселень, запропонувавши розробити спеціально для польотів до нічного світила нову найпотужнішу ракету-носій, що спочатку в документації називалась «Вулкан». Її загальна концепція у багатьох своїх положеннях повністю повторювала конструкцію ракети Корольова Н-1, проти якої Глушко активно виступав багато років. Надалі деякі її положення реалізували в ракеті-носії «Енергія», однак паливом для неї, на відміну від Н-1, був рідкий водень, а окислювачем — рідкий кисень.
Ось думка Д. І. Козлова з приводу проєкту «Енергія-Буран»:
— Через кілька місяців після того, як В. П. Глушко отримав призначення на посаду головного конструктора, очолюваному ним НВО «Енергія» доручили проєктування нової потужної ракети-носія, а замовлення на її виготовлення міністерство передало на Куйбишевський завод «Прогрес». Незабаром після цього у мене з Глушком відбулась довга і дуже важка розмова про шляхи подальшого розвитку радянської ракетно-космічної галузі, про перспективи роботи куйбишевської філії № 3, а також про комплекс «Енергія-Буран».
Я тоді йому пропонував замість цього проєкту продовжити роботу по ракеті Н-1. Глушко наполягав на створенні «з нуля» нового потужного носія, а Н-1 називав учорашнім днем космонавтики, який вже нікому більше не потрібен. До єдиної думки ми з ним тоді так і не дійшли. У підсумку ми вирішили, що очолюваному мною підприємству і НВО «Енергія» більше не по дорозі, оскільки ми розходимося у поглядах на стратегічну лінію розвитку вітчизняної космонавтики. Це наше рішення знайшло розуміння найвищої верхівки тодішнього керівництва країни, і вже незабаром філію № 3 вивели з підпорядкування НВО «Енергія» і перетворили у самостійне підприємство. З 30 липня 1974 року воно називається Центральним спеціалізованим конструкторським бюро (ЦСКБ).
Проєкт «Енергія-Буран» реалізували у 80-х роках, причому це знову вимагало від країни величезних фінансових витрат. Саме через нього Міністерство загального машинобудування СРСР, до структури якого входило і наше підприємство, було змушене неодноразово вилучати з бюджетів заводу «ЦСКБ-Прогресс» і ЦСКБ чималу частину раніше виділених нам коштів. Тому деякі проєкти ЦСКБ через недофінансування тоді не виконувались у повному обсязі, а деякі з них взагалі виявились нереалізованими. Ракета «Енергія» вперше злетіла з габаритно-ваговим вантажем на борту (об'єкт «Полюс»), вдруге — з кораблем багаторазового використання «Буран». Більше жодного запуску «Енергії» не відбулось, і найперше з досить прозаїчної причини: нині в космічному просторі просто немає об'єктів, для обслуговування яких знадобилися б польоти (до речі, дуже дорогі) цієї величезної ракети вантажопідйомністю понад 100 тонн.
Загалом історики космонавтики нині вважають, що крах радянської місячної програми за участю ракети Н-1 багато в чому був зумовлений не тільки економічними труднощами тих років і розколом у Раді головних конструкторів, а ще й ставленням керівництва країни до цього проєкту. Уряд чітко не прорахував його фінансовий бік, і тому, коли справа дійшла до виділення для нього необхідних коштів, керівники країни схопилися за голову і зажадали від конструкторів дотримуватися режиму економії.
Сталося це коли значну частину місячного проєкту вже реалізували, і тому лідерам держави треба було не економити, а ухвалювати одне з двох суто політичних рішень: або доводити проєкт до логічного кінця, або різко і чітко відмовитися від його продовження. Половинчастість позиції привела лише до «сирих» конструкторських рішень і різкого зниження надійності нової космічної техніки.

## Галерея

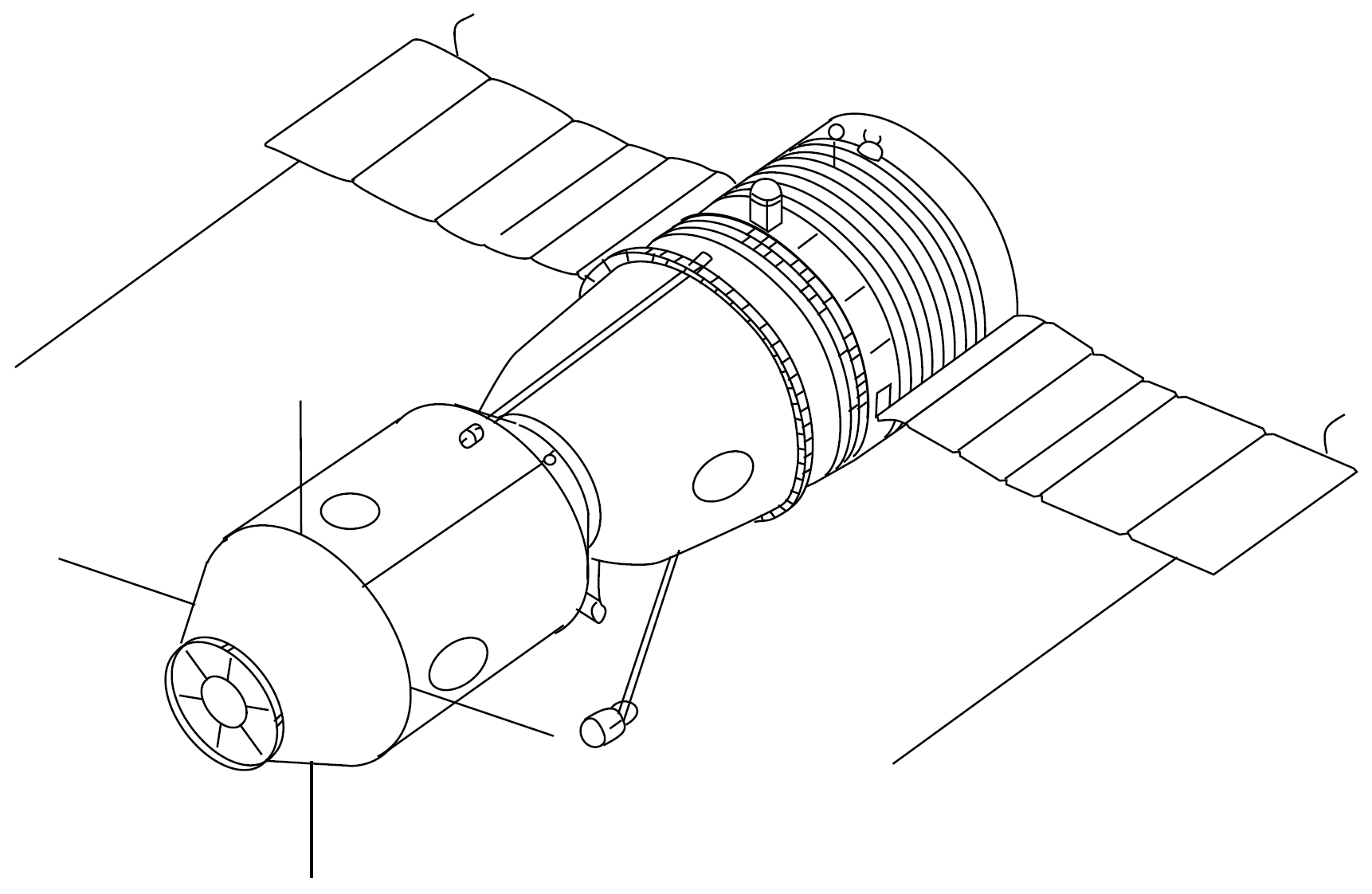
Союз-А — концепція пілотованого космічного апарата 1963 року. Частина комплексу для обльоту Місяця
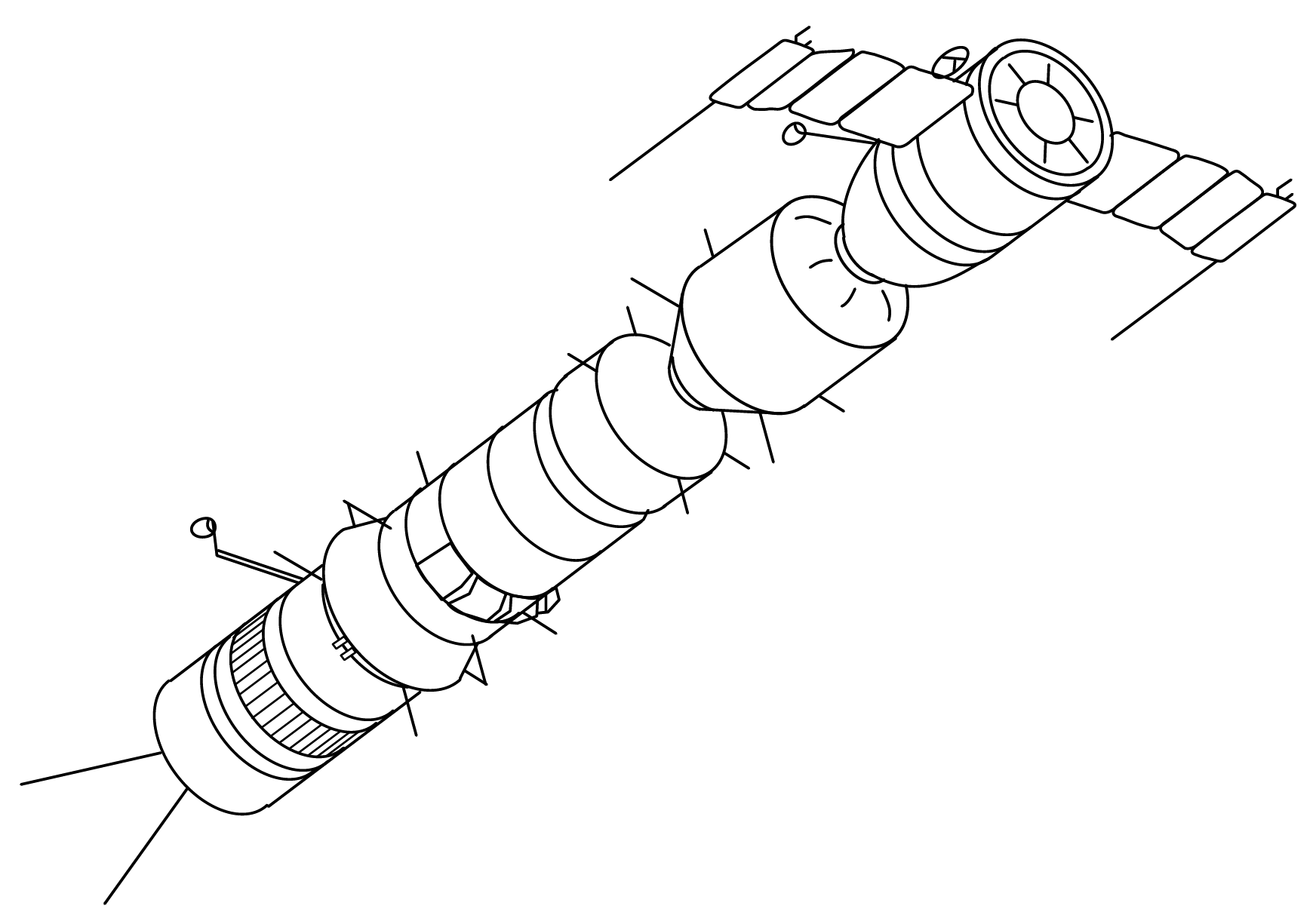
Концепція апарата для обльоту Місяця. Малюнок показує Союз (праворуч), Союз-B (танкер), і Союз-C розгінник (ліворуч)
Союз-7К-ЛОК — місячний орбітальний корабель. Вид спереду та збоку. Видно стикувальну систему.
Місячний корабель для посадки на Місяць.
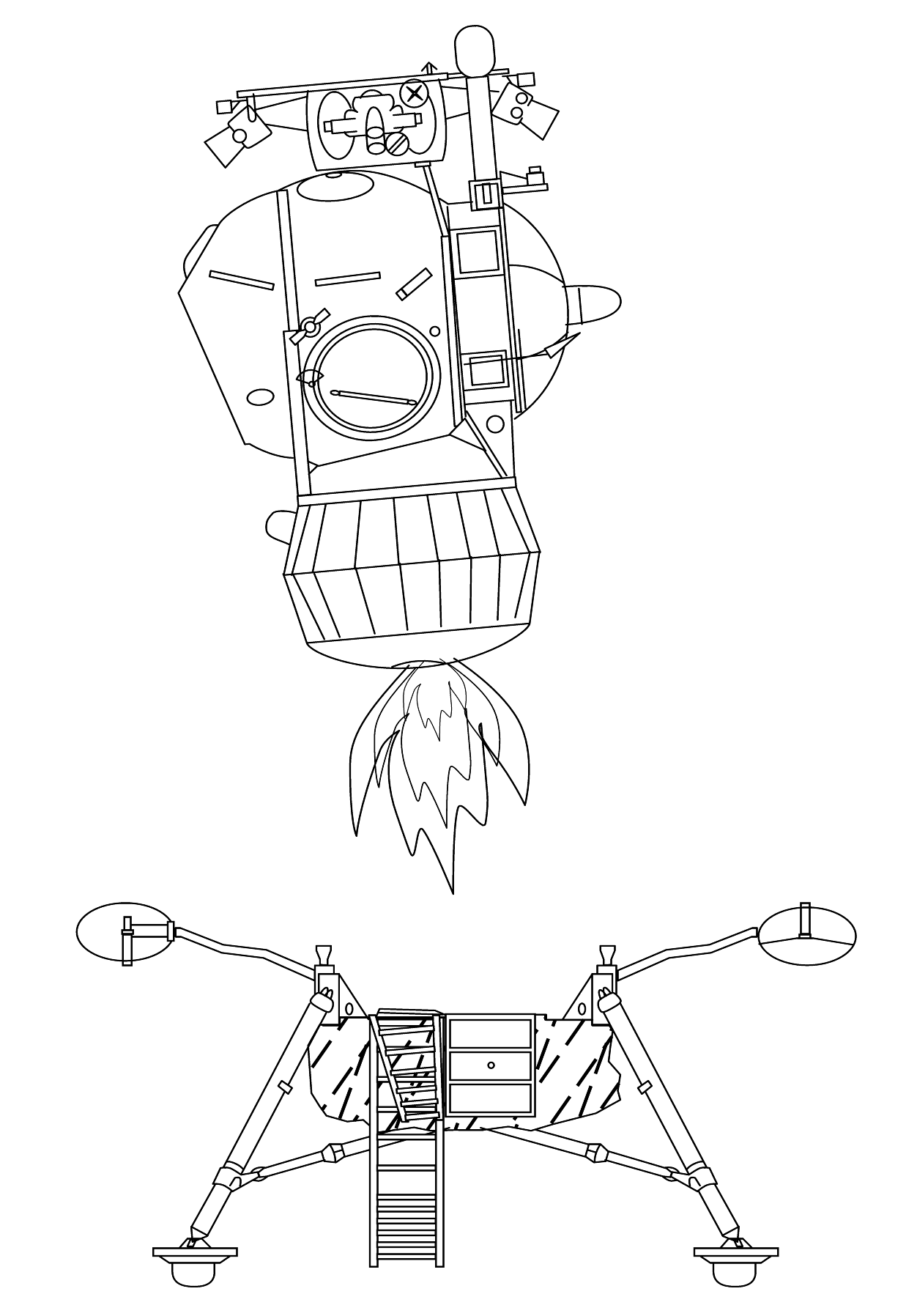
Місячний корабель — старт з Місяця.
Базовий блок Аполлона і Союз 7К-ЛОК. Американський та радянський кораблі для обльоту Місяця.
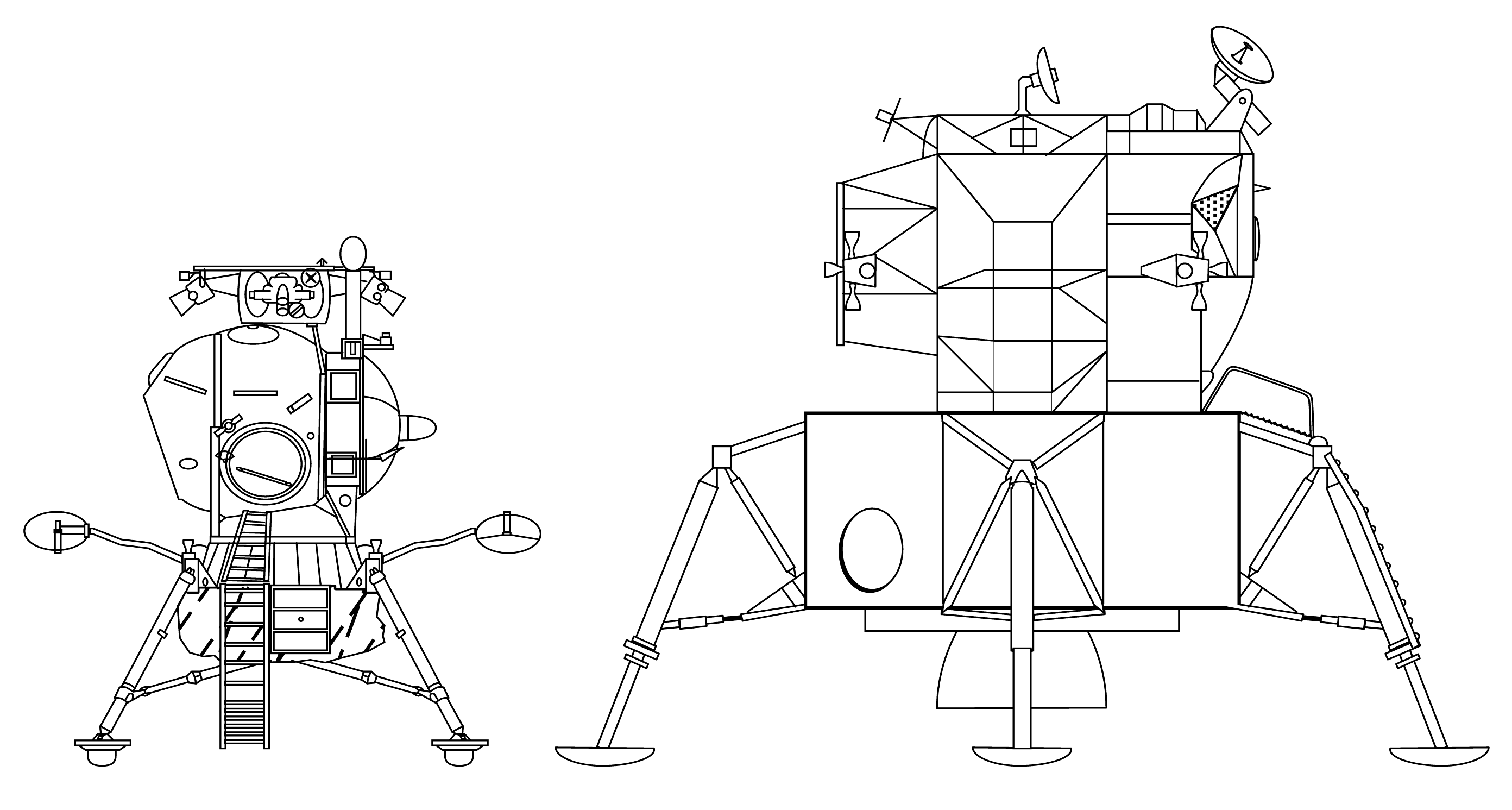
Радянський місячний корабель і американський місячний модуль.
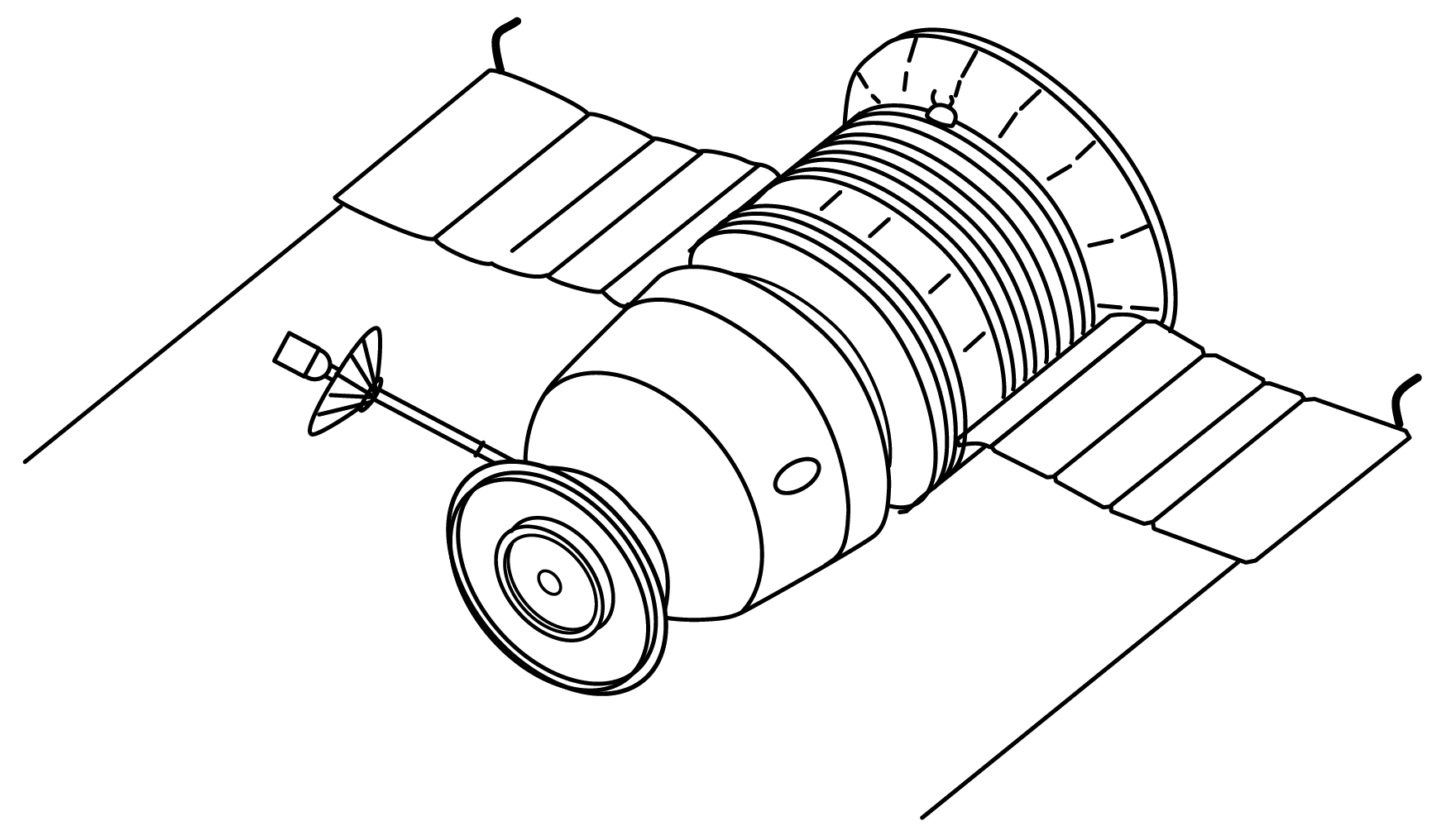
Зонд (Союз-7K-Л1) — радянський безпілотний космічний корабель для обльоту Місяця.